# رفيق

الصليب الأحمر الأمريكي؛ هاريسون فيشر 1918؛ شركة الطباعة الحجرية الأمريكية، نيويورك.

رفيق هي كلمة تشير إلى صديقٍ قريب، وهي مشتقة من رَفَقَ التي قد تعني عَطَفَ، أحنَّ، أحكَمَ، أعانَ، أفادَ، اعتدلَ ولكن استعمالها بمعنى صاحَبَ هي أكثر استخداماتها شيوعًا. فالرفيق هو الصاحب عمومًا، غير أن الكلمة اكتسبت بعدًا سياسيًا منذ الثورة الفرنسية، وأصبحت أسلوب تخاطب بين أفرادٍ يشتركون الأهداف والتوجهات السياسية غالبًا بين الوطنيين والقوميين. منذ الثورة الروسية، اقترنت التسمية بالحركات اليسارية خصوصًا الشيوعية، الاشتراكية والنقابية. ويستمر استخدامها في مؤسسات القوات المسلحة والشرطة في روسيا الاتحادية، ورفضت وزارتا الدفاع والداخلية الروسيتان وقف استخدام كلمة رفيق للتخاطب بين الأفراد، وذلك بعد اقتراح عضو برلماني بالعودة لاستخدام كلمة سيد التي كانت سائدة في عهد الإمبراطورية الروسية.